# Pułk Lekkiej Kawalerii Kujawskiej
Pułk Lekkiej Kawalerii Kujawskiej – polski oddział kawalerii wchodzący w skład wojsk powstańczych okresu insurekcji kościuszkowskiej.

## Formowanie
Pułk sformowany został w sierpniu 1794 na terenie województwa brzeskokujawskiego przez płk. Antoniego Sierakowskiego. W październiku oddział liczył 120 konnych.

## Żołnierze pułku
Organizatorem i dowódcą pułku był oficer II Brygady Małopolskiej płk Antoni Sierakowski. W pułku służył też mjr Józef Kiełczewski.